# Жозе Моурінью
Жозе́ Марі́у душ Са́нтуш Моурі́нью (порт. José Mário dos Santos Mourinho Félix : [ʒuˈzɛ moˈɾiɲu]; нар. 26 січня 1963, Сетубал, Португалія) — португальський футбольний тренер. Головний тренер турецького клубу «Фенербахче». Єдиний тренер, який виграв національний Суперкубок у чотирьох країнах.

## Кар'єра

### Здобування досвіду
Жозе є сином відомого футбольного голкіпера та тренера Феліша Моурінью. Професіональна кар'єра Жозе Моурінью була дуже короткою і як футболіст португалець нічим не запам'ятався. З ранніх років більше цікавився організацією гри. Закінчив Лісабонський університет за спеціальністю «фізична культура».
Працював асистентом головного тренера у португальських командах «Ештрела» і «Віторія» (Сетубал). Потім допомагав Боббі Робсону у «Спортінгу» та «Порту». У цей час Жозе Моурінью стали називати «Традутор». Від 1996 до 2000 року працював у тренерському штабі каталонської «Барселони». Настав момент, коли тренер вже хотів самостійно керувати якоюсь командою — на посту головного тренера.

### «Бенфіка» і «Лейрія» (2000—2002)
Першим клубом, який очолив Моурінью, стала лісабонська «Бенфіка». Вже після кількох перших турів чемпіонату 2000/01 було звільнено німця Юппа Гайнкеса і до роботи запросили Жозе Моурінью. Новому наставникові дали 2 місяці часу, щоби покращити гру команди. «Орли» заграли значно сильніше і навіть розгромили у лісабонському дербі «Спортінг» 3:0. Проте цей матч став останнім для Моурінью у «Бенфіці». У клубі змінився президент і новим наставником призначили Тоні — відомого у минулому футболіста, легенду «орлів». Оскільки «Спортінг» теж вигнав свого наставника після тієї поразки 0:3 і шукав нового, то Моурінью вів переговори з керівництвом команди, але вони завершилися нічим.
В липні 2001 року Жозе очолив команду «Уніау Лейрія» — середняка португальської ліги, який посів 5 місце в попередньому чемпіонаті. Під керівництвом «Традутора» команда провела 19 поєдинків, з яких програла тільки 3. Станом на 22 січня 2002 року «Лейрія» посідала 4 місце, лише на 6 очок відстаючи від лідера. Але Моурінью завершив сезон 2001/02 вже на чолі іншої команди — його запросив один з португальських грандів — «Порту».

### «Порту» (2002—2004)
23 січня 2001 Моурінью представили як нового наставника «Порту». Справи у «драконів» йшли погано — «Порту» займало 6-е місце, а «Лейрія», що її залишив Жозе — четверте. Моурінью підняв клуб на 3-тю позицію, яка давала можливість у сезоні 2002/03 змагатися у Кубку УЄФА.
Наступний сезон команда провела сильно і впевнено — перемога у чемпіонаті та Кубку Португалії і здобуття Кубка УЄФА, коли у фіналі капітулював шотландський «Селтік», де на вістрі грав швед Генрік Ларссон. Ларссон забив 2 м'ячі на які португальці відповіли трьома — 3:2.
До команди Жозе запросив Маніше, бо знав його можливості після роботи у «Бенфіці» і Нуну Валенте з «Лейрії». Головними зірками команди були воротар Вітор Баїя, оборонці Паулу Феррейра, Жорже Кошта і Рікарду Карвалью. Ключовий гравець середньої лінії — Деку, натуралізований бразилець, який почав грати за збірну Португалії. Стабільним футболістом півзахисту був росіянин Дмитро Аленічев, найкращим бомбардиром — бразилець Дерлей.
Через рік команда досягла ще вищого результату — виграла Лігу чемпіонів і знову перемогла у першості Португалії.
З «Порту» Моурінью за 2 сезони (2002/03 і 2003/04) двічі став чемпіоном Португалії та здобув обидва найпрестижніші клубні трофеї Європи — Кубок УЄФА та Кубок чемпіонів. Це стало великим досягненням для португальського клубу. Влітку 2004 лідер команди, Деку, перейшов до іспанської «Барселони», а Жозе Моурінью запросили до англійського клубу «Челсі», власником якого 2003 року став російський мільярдер Роман Абрамович.

### «Челсі» (2004—2007)
До Англії португалець взяв із собою двох захисників з «Порту»: Рікарду Карвалью і Паулу Феррейра. Перед керманичем ставили тільки високу мету — перемога у чемпіонаті Англії та здобуття Кубка чемпіонів. Уривок з представлення Моурінью самого себе у ролі новопризначеного тренера «Челсі»:
|  | Тільки не називайте мене зазнайкуватим; просто я — чемпіон Європи і вважаю себе особливим |

Відтоді у ЗМІ наставника почали називати The Special One — «особливий».

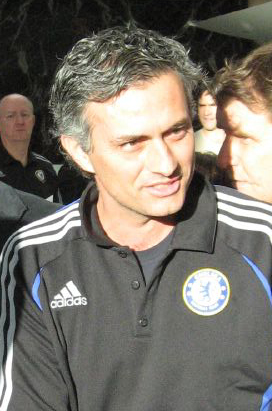
Жозе Моурінью в «Челсі»

У новому клубі Жозе Моурінью отримав величезні фінансові можливості, які забезпечував власник команди. На місце центрфорварда куплено Дідьє Дрогба, лідером півзахисту залишався Френк Лемпард, але «Челсі» періоду 2004—2006 відзначалося, насамперед, потужною обороною. У прем'єр-лізі сезону 2004/05 лондонці пропустили тільки 15 голів у 38 матчах і програли лише 1 матч. Оплотом оборони були центральні захисники Джон Террі та Рікарду Карвалью і воротар Петр Чех. Команда у 25 іграх чемпіонату залишала поле без пропущеного м'яча. Перевага над найближчим суперником — «Арсеналом» була дуже серйозною — 12 очок. У ролі опорного півзахисника добре зарекомендував себе Клод Макелеле.
У Лізі чемпіонів 2004/05 «Челсі» виступило на високому рівні, але у півфіналі з мінімальним рахунком поступилося «Ліверпулю» — 0:0 вдома та 0:1 на виїзді. Та мінімальна поразка запам'яталася дивним голом півзахисника Луїса Гарсії, коли той ніби заштовхав м'яча за лінію воріт, але з самої лінії кулю вибили оборонці «Челсі». Так чи інакше, суддя взяття воріт зарахував. Гол вийшов досить спірним і цей єдиний влучний удар зупинив клуб Моурінью у півфіналі. Пізніше це взяття воріт назвали «голом-фантомом».
Наступного року Моурінью вдруге поспіль зробив «синіх» чемпіонами Англії. Того сезону у португальця вже з'явився реальний конкурент — «Манчестер Юнайтед», який очолював Алекс Фергюсон. Манчестерці відстали від лондонців на 8 очок. Найкращим бомбардиром і справжнім лідером команди Жозе Моурінью став півзахисник Френк Лемпард. У Лізі чемпіонів англійці вилетіли вже у 1/8 фіналу від майбутніх переможців турніру — «Барселони».

### «Інтернаціонале» (2008—2010)

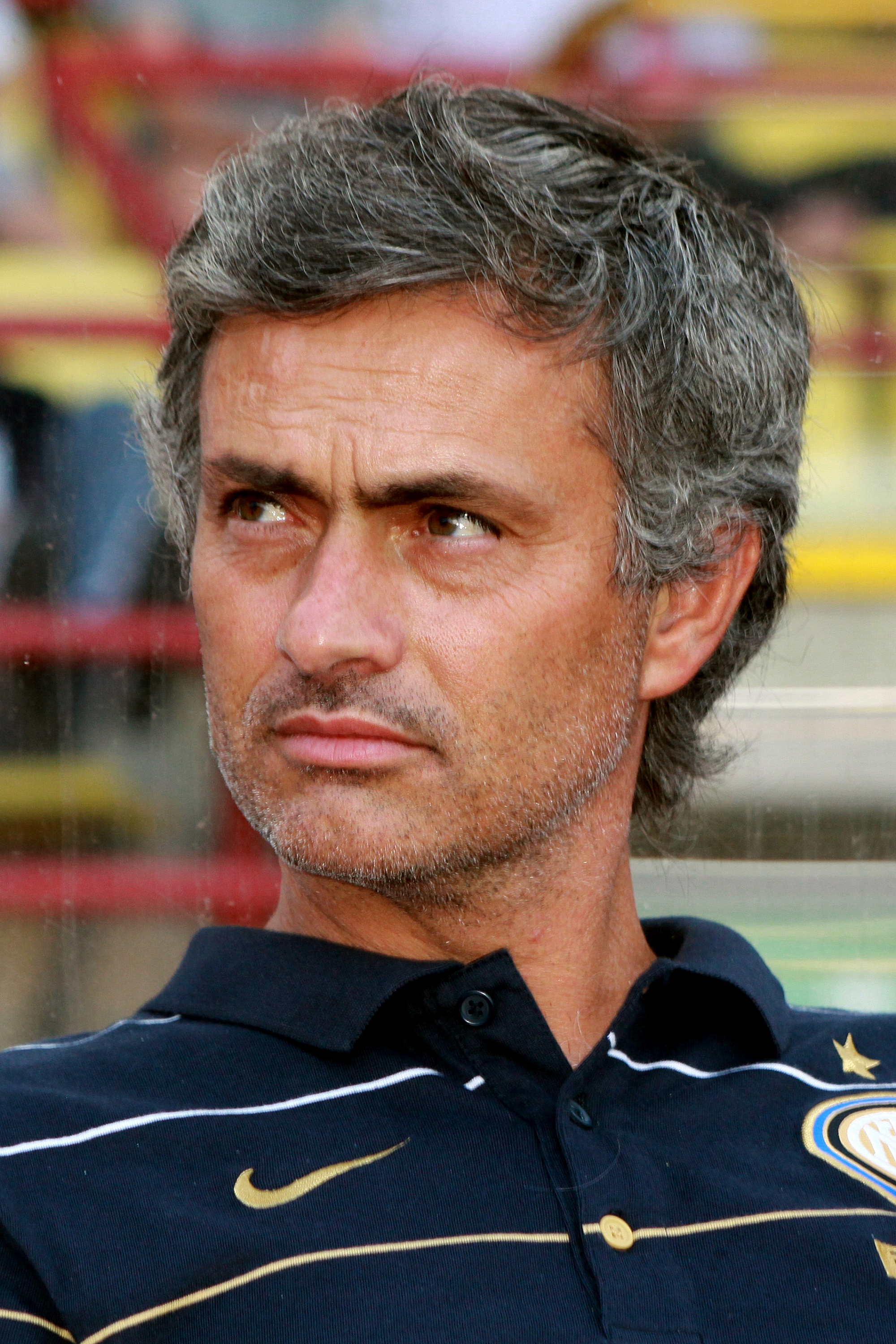
Моурінью в «Інтернаціонале»

У сезоні 2007/08 лондонська команда невпевнено почала і після нічиєї 1:1 у Лізі чемпіонів з «Русенборгом» керівництву урвався терпець. Клуб звільнив португальця восени 2007 року — новим керманичем «Челсі» став помічник Моурінью Авраам Грант. Півроку Жозе Моурінью розглядав пропозиції від різних команд. 2 червня 2008 року його офіційно представили як нового наставника італійського «Інтера». Португалець сказав: «Я — Моурінью, оце і все… Я видатний тренер, але не хочу бути далі „особливим“».
З «Інтером» португалець за 2 роки двічі переміг у чемпіонаті Італії та 1 раз здобув Кубок країни. У сезоні 2009/10 виграв також Лігу чемпіонів, зробивши так званий «хет-трик»: чемпіонство, Кубок і єврокубок в одному сезоні. Після фіналу Ліги чемпіонів Моурінью заявив, що залишить команду, а єдиним клубом, чию пропозицію він розглядає, є «Реал Мадрид».

### «Реал Мадрид» (2010—2013)

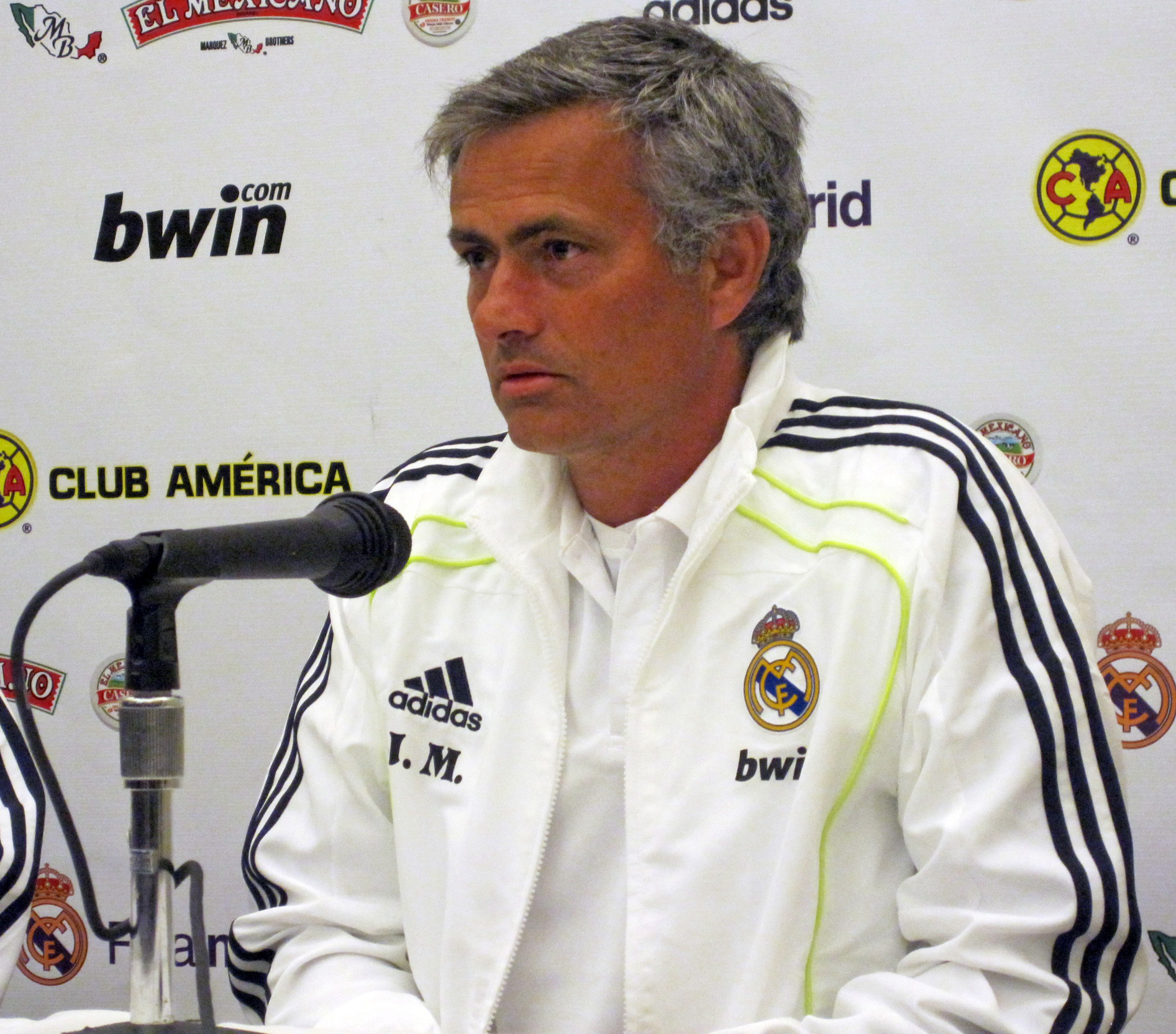
Моурінью на прес-конференції, як тренер «Реала»

У 2010 році Моурінью став тренером «Реала» і в першому ж сезоні виграв Кубок Іспанії 2011, обігравши у фіналі «Барселону», до цього «Реал Мадрид» не вигравав в цьому турнірі 18 років. Так само в цьому сезоні Моурінью зняв «прокляття 1/8 фіналу Ліги чемпіонів УЄФА», «Реал Мадрид» не міг пройти цей раунд 6 років поспіль, португалець же з першого разу дійшов з «королівським клубом» до 1/2 фіналу.
У наступному сезоні Моурінью виграв Прімеру і став четвертим тренером у світі, якому вдалося перемогти в чемпіонатах чотирьох різних країн, до нього це зробили Томислав Івич, Ернст Гаппель і Джованні Трапаттоні. Також Моурінью є єдиним тренером у світі, який виграв кубки всіх цих чотирьох країн.

### «Челсі» (2013—2015)
3 червня 2013 Моурінью повернувся в лондонський «Челсі», підписавши чотирирічний контракт на суму в 40 мільйонів фунтів. У першому ж офіційному матчі під керівництвом Моурінью «аристократи» обіграли у чемпіонаті Англії «Галл Сіті» з рахунком 2:0. У 22-му турі чемпіонату Англії сезону 2013/14 Моурінью здобув з «Челсі» 100-ту перемогу в Прем'єр-лізі, при цьому йому вдалося це зробити за найменшу кількість зіграних матчів за всю історію турніру (142 гри).
1 березня 2015 «Челсі» виграв перший трофей після повернення Моурінью, перегравши у фіналі Кубка ліги «Тоттенгем Готспур» (2:0). У тому ж сезоні «Челсі» вп'яте в історії (і втретє під керівництвом Моурінью) виграв чемпіонат Англії.
Однак наступний сезон складався для «синіх» вкрай невдало: команда програла 9 з 16 матчів і розташувалася в нижній частині турнірної таблиці. 17 грудня 2015 року після 16-го туру, за підсумками якого команда зайняла 16-е місце в турнірній таблиці, Моурінью звільнили з поста головного тренера, з можливістю виплати зарплати 16,5 млн євро до кінця сезону.

### «Манчестер Юнайтед» (2016—2018)
27 травня 2016 став головним тренером «Манчестер Юнайтед», підписавши з клубом контракт на 3 роки. Дебютував на чолі манкуніанців у грі за Суперкубок Англії проти «Лестер Сіті», яку МЮ виграв з рахунком 2:1.
26 лютого 2017 року «Манчестер Юнайтед» став володарем Кубка Футбольної ліги, обігравши «Саутгемптон» з рахунком 3:2. Це перемога в Кубку Ліги стала п'ятою для «червоних дияволів» і четвертою для Моурінью. 24 травня 2017 року у фіналі Ліги Європи УЄФА «Юнайтед» з рахунком 2:0 обіграв амстердамський «Аякс». Це перша перемога в Лізі Європи в історії клубу (і друга для самого Моурінью в рамках цього турніру).
18 грудня 2018 року звільнений з посади головного тренера.

### «Тоттенгем Готспур» (2019—2021)
19 листопада 2019 року призначений менеджером лондонського клубу «Тоттенгем Готспур» після звільнення аргентинця Маурісіо Почеттіно. Звільнений з посади 19 квітня 2021 року. У трьох останніх матчах Англійської прем'єр-ліги клуб під керівництвом Моурінью набрав лише два очки та опинився на сьомому рядку турнірної таблиці. У березні 2021 року «Тоттенгем» вибув із Ліги Європи.

### «Рома» (2021—2024)
У травні 2021 року «Рома» оголосила про призначення Жозе Моурінью на посаду головного тренера команди. За підсумками дебютного сезону Моурінью виграв свій перший титул з «джаллороссі», перемігши «Феєнорд» у фінальному матчі дебютного розіграшу Ліги конференцій. Це був перший трофей «Роми» за 11 років, а Моурінью лише третім тренером — після Удо Латтека та Джованні Трапаттоні — який виграв усі три існуючі головні європейські трофеї та першим, хто виграв Лігу чемпіонів, Кубок УЄФА/Лігу Європи та Лігу конференцій (замість неіснуючого Кубку володарів кубків УЄФА). Також португальський фахівець став третім (після Джованні Трапаттоні та Алекса Фергюсона), хто виграв принаймні один трофей УЄФА протягом трьох різних десятиліть.

## Досягнення
«Порту»
- Чемпіон Португалії: 2003, 2004
- Кубок Португалії: 2003
- Суперкубок Португалії: 2003
- Ліга чемпіонів: 2004
- Кубок УЄФА: 2003

«Челсі»
- Чемпіон Англії: 2005, 2006, 2015
- Кубок Англії: 2007
- Кубок ліги: 2005, 2007, 2015
- Суперкубок Англії: 2005

«Інтернаціонале»
- Ліга чемпіонів: 2010
- Чемпіон Італії: 2009, 2010.
- Володар Кубка Італії : 2010
- Володар Суперкубка Італії : 2008

«Реал Мадрид»
- Чемпіон Іспанії: 2011-12
- Володар кубка Іспанії : 2011
- Володар Суперкубка Іспанії: 2012

«Манчестер Юнайтед»
- Суперкубок Англії: 2016
- Кубок ліги: 2017
- Ліга Європи УЄФА: 2017

«Рома»
- Ліга конференцій УЄФА: 2022

Особисті
- Тренер року ФІФА: 2010
- Найкращий тренер в історії футболу — 3 місце (World Soccer)[14][15]
- Найкращий тренер в історії футболу — 9 місце (ESPN)[16]
- Найкращий тренер в історії футболу — 13 місце (France Football)[17][18][19]